# マハー・ティーラウンタ
マハー・ティーラウンタ（ビルマ語: ရှင်မဟာသီလဝံသ、1453年 - 1518年）は、ビルマの文人、僧侶。マハーラタターラと共に、インワ朝の時代における二大詩人として知られており、植民地時代以前のビルマにおける最も偉大な詩人の1人である。敬称である「シン」を加えて、シン・マハー・ティーラウンタと呼ばれることもある。幼名はマウン・ニョウ。

## 生涯

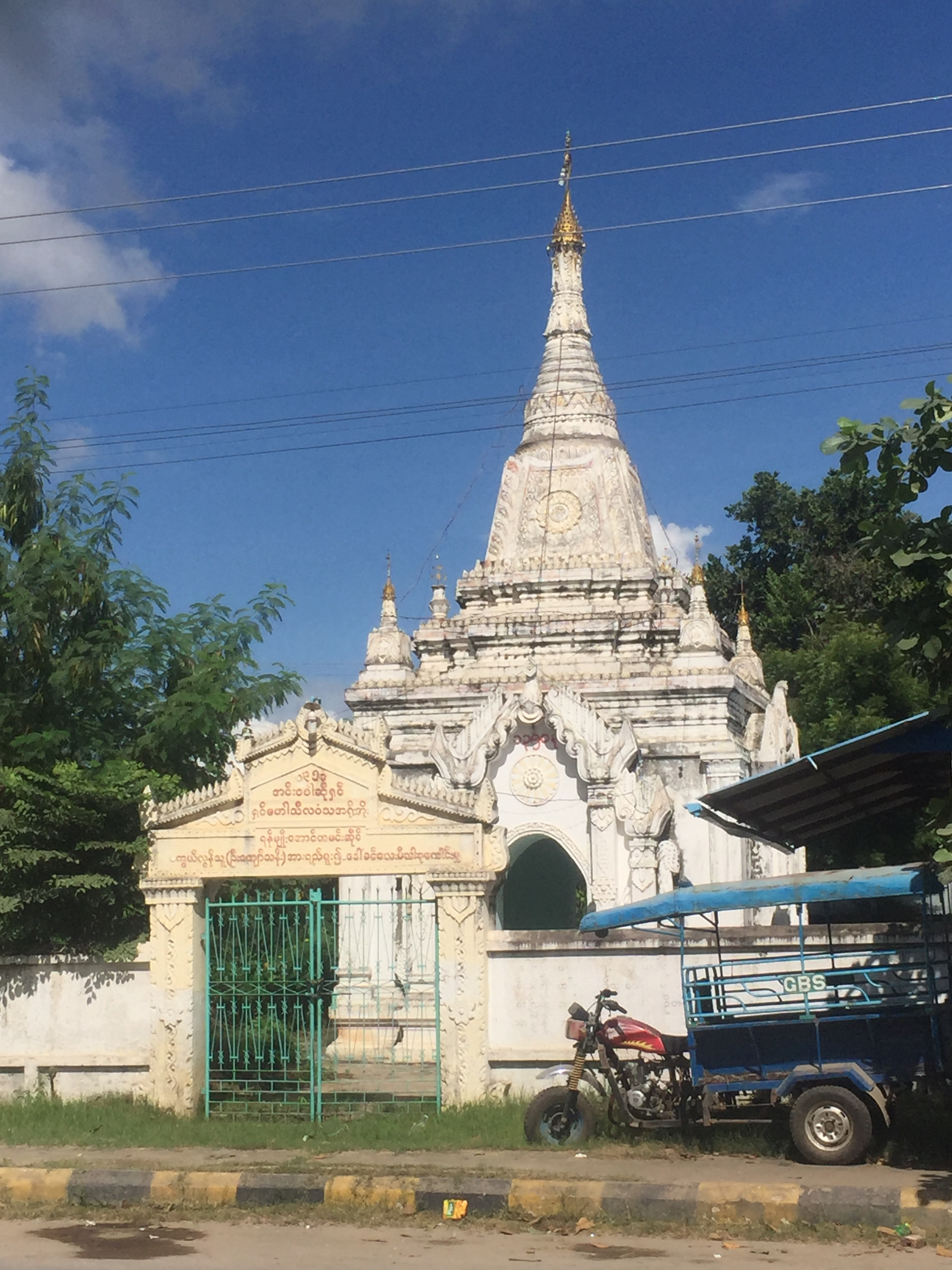
マハー・ティーラウンタの遺骨が埋葬されているサガインのシンミャシン・パゴダ

1453年、ティーラウンタは、ビルマ中部のイワラディ川東岸に位置する町であるタウンドゥインジー北郊にて生まれた。幼少期は地元にある僧院にて、高僧から古典文学を学んだ。しかし、文人が少なかったタウンドゥインジーの環境に不満を持ち、30歳の頃、王都インワ（現在はマンダレーの一部）へと上京した。上京後は、当時の国王から好待遇で迎えられ、パーリ仏典といったパーリ語の仏教文学などを中心に、古典に精通した。
1502年から、現存する最古のビルマ年代記である『ヤザウィンギャウ』（Yazawingyaw、ရာဇဝင်ကျေ）を執筆した。
1518年にインワにて没した。65歳没。

## 功績
ティーラウンタは、韻文の一形式であるピョの作者として有名である。主なピョの傑作として、中世文学の理想的なスタイルであるとされている『ソダウンカン・ピョ』（Sodaungkhan Pyo 、ဆိုတောင်းခန်းပျို့）や、仏教説話の抜粋を基に書かれた『到彼岸編（パーラミィドーガン・ピョ）』（Paramidawkhan Pyo、ပါရမီတော်ခန်းပျို့、1491年）、『祈願編』（Hsutaungan Pyo、1498年？）などがある。
ティーラウンタは、ピョの他にウットゥ（物語）も執筆した。特に、パーリ語からの翻訳で作られ、涅槃に至るまでの修行の過程を書いた『彼岸への道（パーラヤナ・ウットゥ）』または『彼岸道物語』（ပါရာယနဝတ္ထု、1511年）は、ビルマ最古の散文であることで知られている。
さらに、19世紀に作成された『三蔵史伝』には、テーラワーダ仏教の聖典解釈の指針書である『導論』の古逐語訳の作成に取り組み、完成させたと書かれている。